# Правосвідомість
Правосвідомість — форма суспільної свідомості, що містить в собі сукупність поглядів, почуттів, емоцій, ідей, теорій та концепцій, а також уявлень і настанов, які характеризують відношення особи, суспільної групи і суспільства в цілому до чинного чи бажаного права, а також до всього, що охоплюється правовим регулюванням. Правосвідомість є однією з пріоритетних складових теоретичної конструкції ("теоретичним тілом") більш складних форм правових свідомостей (наприклад, національної "української правової свідомості").

## Визначення
За сучасною позитивною правовою наукою, що конкретно-історично уособлює лінійний стиль правового мислення, характерними типізованими рисами позитивної правової свідомості або позитивної форми правової свідомості[джерело?]
1. Є - одна з форм суспільної свідомості і разом з політичною, моральною, філософською та іншими формами свідомості відображає суспільне буття.
2. Містить в собі поняття, уявлення, судження, почуття, емоції, концепції, теорії, програми.
3. Зумовлена соціально-економічним устроєм конкретного суспільства, рівнем розвитку його загальної культури.
4. Ідеологічні елементи правосвідомості виступають як головні елементи правової культури та правового виховання.

За таких підходів правова свідомість презентується як типове теоретичне поняття, яке універсально підходить лише для наукового її вивчення без концептуального визначення її істотної природи та істотних властивостей, можливостей і функцій. Тобто у теоретичному понятті є можливим лише набір істотних теоретичних конструктів (коли їх кількість з часом збільшується), які універсально існують у правовій свідомості кожного народу, суспільства, кожного індивіда, але як вони функціонують та як змусити їх максимально функціонувати, - таке завдання правова наука поки не ставить на повістку дня  у зв'язку з їх складністю.Вона обмежується науковим описом цих теоретичних конструктів.

## Функції правосвідомості
Функції правосвідомості — це основні напрямки її впливу на правові явища, правову систему в цілому. Будь-яка функція правової свідомості, - це ідейно-світоглядно та регулятивно здійснена її та чи інша істотна якість та/або властивість. Функція правосвідомості - це, в першу чергу, законодавчо реалізована її певна істотна якість та/або властивість, що презентує той чи інший пріоритетний напрямок впливу її ідейно-світоглядно та нормативно трансформованих якостей та властивостей на правові явища, правову системи та правові процеси як основний. Правосвідомість — елемент правової системи, поєднаний з її іншими елементами: системою права, системою законодавства, юридичною практикою, правовою культурою тощо.
Основні функції правосвідомості:
- когнітивна (пізнавальна, інформаційна) — припускає знання права, поінформованість про нормативні акти, зміст юридичних норм; без інформації про закон не може бути і ставлення до нього.
- правостворююча (ціннісна, емоційна) — припускає ціннісне ставлення до законодавства, співвіднесення правових норм зі своїми поглядами на правове, обов'язкове, необхідне. Ця функція свідчить про те, що нормативно-правові акти виступають як зовнішнє вираження правосвідомості суспільства і законодавчих органів держави;
- регулююча (настановча) — припускає співвідношення поведінки людей з чинною в суспільстві системою правових розпоряджень; мотиви і настанови стосовно поведінки, врегульованої правом — відповідно до правових дозволів і заборон.

## Структура правосвідомості
Правосвідомості складається з:
- правова психологія;
- правова ідеологія;
- Правова поведінка.

Правова психологія — це сукупність почуттів і емоцій, що виражають ставлення індивіда, групи, суспільства до права, правових явищ. Це неусвідомлене або не до кінця продумане ставлення до права, правових явищ, що й є правосвідомістю, яка походить з повсякденної практики у процесі зіткнення з конкретними юридичними ситуаціями, а тому формується здебільшого стихійно, спорадично, безсистемне, тобто правова психологія не осмислена теоретично, не упорядкована логічно. В ній провідним елементом є емоції, а не понятійні форми відображення правової дійсності.
Наприклад, у дореволюційній Росії робітники, виражаючи своє негативне ставлення до фабрично-заводського законодавства, ламали машини, громили заводське обладнання. Вони емоційно реагували на зовнішні стосовно них правові явища, у даному разі — на законодавство. В наші дні формування інституту приватної власності і всього, що пов'язано з існуванням приватного права, емоційно не сприймається певними верствами суспільства, які виховані на психології колективізму і продовжують керуватися її пріоритетами.
У структурі правової психології розрізняють:
- сталі частини — настрої, почуття, переживання;
- пізнавальні частини — правові емпіричні знання, уявлення, погляди;
- емоційні складові — правові емоції, почуття, настрої;
- регулятивні елементи — правові звички, традиції.

Правова ідеологія — це система правових принципів, ідей, теорій, концепцій, що відображають теоретичне (наукове) осмислення правової дійсності, усвідомлене проникнення в сутність правових явищ.
Це концептуально оформлена, логічно систематизована, теоретично і науково осмислена правосвідомість. Інтелект є провідним елементом правової ідеології. Сучасна правова ідеологія ґрунтується на системі теорій, ідей і принципів: теорії соціальної правової держави, принципу поділу влади, теорії народного суверенітету, визнання пріоритету загальнолюдських цінностей над класовими, принципу верховенства права, переваги загальновизнаних норм міжнародного права над нормами національного права та ін.
Правова ідеологія і правова психологія можуть містити в собі інтелектуальні та емоційні елементи, але в різних пропорціях, а також як істинні, так і помилкові (міфологізовані) знання про правову дійсність. Так, у СРСР офіційна марксистсько-ленінська ідеологія розглядала права людини як державні дарування, а не як продукт природного розвитку. Це була міфологізована державна ідеологія.
Було б невірним принижувати значення емоцій і почуттів (правову психологію) порівняно з інтелектом (правовою ідеологією). Емоції та почуття — необхідне тло, на якому виявляються (складаються, реалізуються) правові погляди, ідеї, теорії.
Емоції — сліпі, поки вони не зливаються з об'єктивним підходом до дійсності, її раціональним освоєнням. На рівні правової ідеології це усвідомлення реальності виражається в мотивах, які формуються через цілі. Ціль вплітає усвідомлені інтереси в зміст свідомої діяльності (інтереси служать джерелом цілей), сприяє формуванню правової настанови на правову (правомірну, неправомірну) поведінку.
У структурі правової ідеології розрізняють:
- правові ідеї, теорії, переконання;
- правові поняття, правові категорії;
- правові принципи.

На відміну від правової психології, що формується стихійно, правова ідеологія формується в результаті наукового, теоретичного відображення правової дійсності, на основі узагальнення і розвитку найбільш відомих і значущих державно-правових теорій, вивчення основних закономірностей становлення, розвитку і функціонування держави та права.
Сучасна правова ідеологія включає:
- концепцію поділу влади, визнання пріоритету загальнолюдських цінностей над інтересами окремих верств суспільства і, відповідно, домінування загальновизнаних норм міжнародного права;
- теорію правової держави і громадянського суспільства;
- принципи демократизму, гуманізму;
- невідчуження природних прав людини.

Правова поведінка — вольовий бік правосвідомості, який являє собою процес переведення правових норм у реальну правову поведінку. Вона складається із елементів, що визначають її напрямок (характер), — мотивів правової поведінки, правових настанов.
Поведінковий елемент правосвідомості синтезує в собі раціональні та емоційні моменти. Через нього відбувається реалізація психологічного та ідеологічного елементів.
Правова поведінка проявляється у формі дій (вчинків), які впливають на стосунки суб'єктів, або у формі бездіяльності, яка, навпаки, ніяких змін у стані суспільних відносин не спричиняє. Перш ніж правова поведінка зовні виразиться у вигляді правового вчинку, повинна виникнути правова настанова, мотив правової поведінки у правосвідомості суб'єкта.
У структурі поведінкової частини правосвідомості розрізняють:
- мотиви правової поведінки;
- правові установки, які є одним з найбільш складних компонентів правосвідомості. Вони відображають не тільки готовність до певної правової поведінки, а й схильність до певних уявлень, оцінки правових явищ.

## Види правової свідомості

### За глибиною відображення правової дійсності
- Буденна — це сукупність знань, ідей, теорій, концепцій, почуттів і емоцій та інших ідеологічних і психологічних якостей основної маси громадянського суспільства відносно діючого і бажаного права та правової системи.
- Професійна — сукупність юридичних професійних правових знань, почуттів, емоцій, оцінок, настанов, мотивів, які характерні для представників відповідної групи та формуються в результаті професійної діяльності і навчання.
- Наукова — сукупність наукових знань, теорій, доктрин, оцінок, емоцій і почуттів юристів-науковців відносно існуючої і бажаної правової системи громадянського суспільства.

### За ступенем узагальнення
- Індивідуальна — сукупність правових поглядів, почуттів, настроїв і переконань конкретного індивіда.
- Групова — це правова психологія і правова ідеологія , що характеризує ставлення до права, правових явищ, їх оцінку з боку соціальних груп, формальних і неформальних колективів, відображає їх загальні інтереси і потреби, їх співвідношення з інтересами всього суспільства.
- Суспільна — це правосвідомість, що характеризує ставлення до права всього суспільства, відображає його інтереси.

## Роль правосвідомості в процесі правотворчості і правореалізації
Правосвідомість є необхідною умовою створення норм права, їх точної та повної реалізації. Вона виступає фактором поваги до права.
Роль правосвідомості в процесі правотворчості і правореалізації виражається у тому, що правосвідомість:
- певною мірою як би випереджає юридичне право, є його безпосереднім ідейним джерелом, передує йому, існує «до» права;
- діє «паралельно» з правом: уловлює потреби його вдосконалення в напрямку відображення об'єктивних суспільних процесів; визначає зміни і перспективи розвитку права; безпосередньо впливає на процес і результати правотворчості;
- існує «після» права у тому сенсі, що служить орієнтиром вибору доцільного, оптимального варіанта поведінки в межах норм права, які застосовуються або реалізуються;
- є інтелектуальним інструментом ефективного використання законодавства, тлумачення норм права;
- може використовуватися як важливий інструмент застосування аналогії закону і аналогії права з метою заповнення прогалин у законодавстві;
- виступає як ідейно-моральний вимірник професіоналізму діяльності посадових осіб у системі органів державної влади і місцевого самоврядування;
- служить засобом забезпечення законності і справедливості застосування правових норм (зокрема, при визначенні юридичної відповідальності за правопорушення) та ін.

Право впливає на правосвідомість тим, що воно є найважливішим джерелом її формування, перетворення і розвитку. Правда, зміст, напрямок цього впливу не однозначні і залежать від якості законодавства, його відповідності реальним потребам, від рівня роботи державного апарату.